# L'Approdo letterario
L'Approdo letterario è stata una rivista trimestrale, fondata a Torino nel 1952 e cessata nel 1977. Si è occupata principalmente di letteratura italiana e straniera, oltre che di storia, arti figurative, teatro e cinema.
«L'Approdo» (titolo originario) nacque come versione stampata dell'omonima trasmissione radiofonica della RAI, che ebbe inizio nel 1945 per opera di Adriano Seroni, Giovanni Battista Angioletti e Leone Piccioni. Il periodico venne edito dalle Edizioni Radio Italiana (ERI) di Torino (la casa editrice della RAI) e aveva la direzione a Roma e la redazione a Firenze.
Diretta dapprima da Angioletti e alla sua morte, nel 1961, da Carlo Betocchi, la rivista ha avuto due serie: la prima serie, col titolo «L'Approdo», fu pubblicata dal 1952 al 1954 per complessivi 12 fascicoli trimestrali; la nuova serie, col titolo «L'Approdo letterario», fu pubblicata dal 1958 al 1977 per 80 numeri complessivi, numerati progressivamente dal n. 1 (gennaio-marzo 1958) al n. 79-80 ([luglio]-dicembre 1977).
Fin dall'inizio il Comitato di redazione era composto da nomi di spicco della cultura contemporanea come Riccardo Bacchelli, Emilio Cecchi, Giuseppe De Robertis, Giuseppe Ungaretti, Diego Valeri ai quali si aggiunsero in seguito e in tempi diversi Gianfranco Contini, Roberto Tassi, Carlo Bo e Goffredo Petrassi.
La rivista aveva cura di registrare gli interventi radiofonici di diverse rubriche culturali, come "L'Approdo", "Pagina aperta", "Club d'ascolto" ed era divisa in tre parti. Una parte era dedicata alla saggistica, una seconda alle interviste, una terza alla rassegna letteraria italiana, francese, tedesca, ispano-americana, alla storia, alla cultura, al teatro, al cinema e alle recensioni.
Tra i saggi pubblicati si ricordano quelli di Carlo Carrà, di Roberto Longhi e Alfonso Gatto sul n. 34 del 1966 e gli articoli pubblicati per la morte di Giacomo Debenedetti sul n. 39 nel 1967. Di notevole interesse sono inoltre il n. 42 del 1968, con la pubblicazione di Xenia (II) di Eugenio Montale, oltre ad alcuni brani della traduzione di Ungaretti dell'Odissea; il n. 57 del 1972, dedicato a Ungaretti con testi inediti, e il n. 63-64 del 1973, dedicato ad Alessandro Manzoni in occasione del primo centenario della morte.